# Zoran Ban
Zoran Ban (ur. 27 maja 1973 w Rijece) – chorwacki piłkarz występujący na pozycji napastnika. W trakcie swojej kariery występował w klubach chorwackich, włoskich, portugalskich i belgijskich. Najbardziej znaną drużyną, w której występował jest włoski Juventus F.C.

## Sukcesy
- Puchar Belgii: 1999/2000